# Eta de la Verge
Eta de la Verge (η Virginis) és un sistema estel·lar triple de magnitud aparent +3,89, en la constel·lació de la Verge. El component principal Eta de la Verge Aa s'anomena Zaniah.

## Nom
El nom de Zaniah prové de l'àrab Az-Zawiyah i significa «l'angle». Per la seva banda, a la Xina era coneguda com a Tso Chih Fa, «la de l'esquerra que manté la Llei».

## Característiques
Distant 250 anys llum del sistema solar, Eta de la Verge és un sistema estel·lar triple, si bé els seus components no poden ser resolts amb telescopi. L'estel primari està classificat com subgegant blanc de tipus espectral A2IV. Té una temperatura efectiva de 9756 K i una lluminositat que pot ser 130 vegades superior a la del Sol. La seua massa estimada és de 2,68 masses solars i gira sobre si mateix amb una velocitat de rotació projectada de 18 km/s.
Aquest estel posseeix un company proper, revelat per l'espectrògraf, amb una massa 2,04 vegades major que la del Sol. La separació mitjana de les components d'aquest binari és de 0,5 ua, i el període orbital és de 72 dies.
El sistema compta amb un tercer estel, visualment a 0,12 segons d'arc del binari, cosa que equival a una distància de 10 ua. Aquest acompanyant té una massa un 66 % major que la massa solar i tarda 13,1 anys el completar una òrbita entorn del binari. Es pensa que les tres components poden ser de tipus espectral A.
El sistema presenta un contingut metàl·lic igual a 2/3 del que té el Sol ([Fe/H] = -0,17).
Eta de la Verge està molt prop de l'eclíptica així com de l'equador celeste, i està situada 5º a l'est del equinocci tardorenc. Pot ser ocultada per la Lluna i rares vegades per planetes. L'última ocultació per un planeta va ser a càrrec de Venus el 27 de setembre de 1843, qui l'ocultarà de nou el 19 de novembre de 2445.